# Detroit Tigers
Los Detroit Tigers (en español, Tigres de Detroit) son un equipo profesional de béisbol de los Estados Unidos con sede en Detroit, Míchigan. Compiten en la División Central de la Liga Americana (AL) de las Grandes Ligas de Béisbol (MLB) y juegan sus partidos como locales en el Comerica Park.

## Historia
Entre los años 1881 y 1888, el equipo Detroit Wolverines jugaba en la Liga Nacional y su sede era el Recreation Park. Para 1895, cambiaron su nombre a Detroit Tigers, y el año siguiente el propietario  Arthur Van Der Beck construyó un nuevo estadio: el Bennett Park. Ya en 1901 formaba parte de la Liga Americana, y su primer juego oficial ocurrió el 25 de abril con una victoria ante Milwaukee Brewers por catorce carreras a tres.

### sigloXX

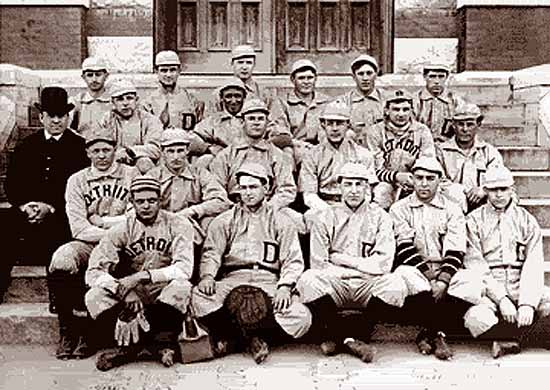
El equipo en 1903.

En la temporada de 1907, los Tigers ganaron su primer título de liga, pero perdieron la Serie Mundial ante los Chicago Cubs. Nuevamente llegaron a la Serie Mundial en 1908 y 1909, pero encontraron la derrota ante los Cubs y Pittsburgh Pirates, respectivamente. 
Para 1912 el equipo se movió a su nuevo estadio: el Navin Field. Tres años después obtuvieron una buena temporada con balance de cien victorias y cincuenta y cuatro derrotas, pero fueron los Red Sox quienes se llevaron el título de la liga con una victoria por delante en la tabla de posiciones. En esos años el jugador estelar era Ty Cobb quien ostentó doce títulos de bateo en la Liga Americana.
Para 1934 los Tigers adquirieron al mánager Mickey Cochrane, que también se desempeñaba como jugador, y lograron un récord de 101-53, pero perdieron la Serie Mundial ante St. Louis Cardinals. Sin embargo, en 1935 llegó el primer cetro de las Grandes Ligas al imponerse a los Chicago Cubs, con el mismo Cochrane anotando la carrera decisiva en el noveno episodio del sexto juego. Ese mismo año el parque de pelota de los Tigers pasó a llamarse Briggs Stadium.
Detroit ganó su sexto título de liga en 1940, pero cayó derrotado ante los Cincinnati Reds  en siete juegos de la Serie Mundial. En 1945, otra vez enfrentaron a los Cubs en la Serie Mundial, los mismos rivales del primer título y, bajo el mando de Steve O'Neill, lograron el segundo campeonato de Grandes Ligas en siete juegos.
Los años posteriores fueron carentes de títulos para los Tigers. Apenas obtuvieron segundos puestos de la Liga Americana en 1946, 1947 y 1950. Un suceso notable en el año 1955 fue la obtención del título de bateo de la Liga Americana por Al Kaline, quien con promedio de ,340 y veinte años de edad, ha sido el más joven en la historia en lograrlo en dicha liga. En 1961, con el nuevo propietario John Fretzer, la sede del equipo pasó a llamarse Tiger Stadium.
El año 1968, el lanzador  Denny McLain obtuvo una marca de treinta y un victorias, y lideró a los Tigers a la  Serie Mundial, en una campaña regular en la que comandaron la liga desde el 10 de mayo hasta el final de la temporada y terminaron doce juegos de ventaja sobre Baltimore Orioles. Con el mánager Mayo Smith, Detroit se alzó con su tercer título de Grandes Ligas en una cerrada serie ante los St. Louis Cardinals.
En los años 1970, con la implantación del sistema de divisiones en cada liga, los Tigers, ubicados en la División Este, disputaron la serie de campeonato de la Liga Americana en 1972 ante los Oakland Athletics, pero perdieron en cinco juegos. A finales de esa década la dirección del equipo se puso a cargo de Sparky Anderson quien lo haría en los siguientes dieciséis años. 
Tras una buena temporada en 1983, los Tigers comenzaron con nueve victorias consecutivas en 1984, ganaron la división con marca de 104-58, y obtuvieron el título de liga barriendo a los Kansas City Royals en tres juegos. Coronaron la  excelente temporada con el cuarto triunfo en Serie Mundial ante los San Diego Padres, derrotándoles en cinco juegos. Los jugadores destacados en ese año fueron Lou Whitaker, Alan Trammel, Kirk Gibson y Howard Johnson a la ofensiva y Jack Morris junto a Willie Hernández por los lanzadores. En 1987, a pesar de un mal inicio de temporada, lograron agenciarse la División Este en un emocionante cierre ante Toronto Blue Jays, pero perdieron el banderín de la liga ante Minnesota Twins en cinco juegos.
Los años 1990 fueron de reorganización para la institución, pero un suceso notable fue el cierre del histórico Tiger Stadium cuyo último juego se celebró el 27 de septiembre de 1999 ante los Kansas City Royals. El nuevo estadio, Comerica Park, se estrenó la siguiente temporada.

### sigloXXI
Los Tigers tuvieron un desastroso desempeño en el 2003, cuando perdieron 119 juegos en la temporada. Sin embargo, Jim Leyland asumió la dirección de Detroit a finales del 2005 y, en 2006, lograba el décimo título de Detroit de la Liga Americana. Llegaron a la final de la liga después de ganar el boleto a la postemporada, por medio de un wild card tras ubicarse en el segundo lugar de la División Central. En la serie divisional derrotaron a los New York Yankees en cuatro juegos, y ganaron el banderín barriendo a los Oakland Athletics en cuatro juegos. En la Serie Mundial sucumbieron ante los St. Louis Cardinals en cinco encuentros. 
La temporada del 2007 los Tigers tuvieron como jugador destacado a Magglio Ordóñez quien ganó el título de bateo de la liga, el cual no había sido obtenido desde 1961 por alguien de la franquicia. El 2009, también se destacó el lanzador Justin Verlander quien acabó con diecinueve triunfos, mientras los Tigers empataron el primer lugar al final de la temporada junto a los Twins, pero fueron derrotados en el juego de desempate.
El 2011, se agenciaron la División Central, con brillantes actuaciones de Verlander quien ganó veinticuatro juegos; Miguel Cabrera que se llevó el título de bateo de la liga, y José Valverde con 49 juegos salvados. Detroit se impuso en la serie divisional ante los Yankees, pero terminó derrotado por los Texas Rangers en seis juegos por el banderín de la liga.
Con una memorable temporada, Miguel Cabrera se agenció la triple corona para un bateador el 2012, mientras el equipo logró su quinto título divisional. En postemporada los Tigers ganaron la serie divisional ante los Athletics, y el undécimo banderín de la Liga Americana al barrer a los Yankees en cuatro juegos. Sin embargo, en la Serie Mundial no lograron ganar ningún encuentro ante los San Francisco Giants.
Las siguientes dos temporadas, 2013 y 2014, los Tigers ganan la División Central de la Liga Americana, pero fueron eliminados por los Boston Red Sox en la Serie de Campeonato de la Liga Americana 2013, y en el 2014 los Tigers fueron eliminados por los Baltimore Orioles en la Serie Divisiónal de la Liga Americana. Después de la temporada 2013, se retira el dirigente Jim Leyland, y la siguiente temporada, contratan al exbeisbolista Brad Ausmus como su sucessor. 
El 31 de agosto de 2017, los Tigers canjean al lanzador Justin Verlander a los Houston Astros por un jugador de la Ligas Menores.
Los Tigers contratan al exbeisbolista A.J. Hinch como dirigente en la temporada 2020, replazando al exdirigente Ron Gardenhire.
El 18 de agosto de 2021, los Tigers suspenden por tiempo indefinido al exbeisbolista miembro del Salón de la Fama, Jack Morris, comentarista de televisión para el canal de deportes Bally Sports Detroit, por comentarios acerca de jugador japonés de Los Angeles Angels, Shohei Ohtani.[cita requerida]

## Jugadores

### Miembros del Salón de la Fama
Miembros del Salón de la Fama que han jugado o dirigido en el equipo de  Detroit. Se indican los años de permanencia en el equipo.
Jugadores:
- Earl Averill, 1939-1940.
- Jim Bunning, 1955-1963.
- Ty Cobb, 1905-1926.
- Mickey Cochrane, 1934-1937.
- Sam Crawford, 1903-1917.
- Larry Doby, 1959.
- Charlie Gehringer, 1924-1942.
- Goose Goslin, 1934-1937.
- Hank Greenberg, 1930, 1933-1941, 1945-1946.
- Bucky Harris*, 1929, 1931.
- Harry Heilmann, 1914, 1916-1930.
- Wayte Hoyt, 1930-1931.
- Hughie Jennings*, 1907, 1909, 1912, 1918.
- Al Kaline, 1953-1974.
- George Kell, 1946-1972.
- Heinie Manush, 1923-1927
- Eddie Mathews, 1967-1968.
- Jack Morris, 1977-1990.
- Hal Newhouser, 1939-1953.
- Al Simmons, 1936.
- Sam Thompson, 1906.
- Alan Trammell, 1977-1996.

* Ingresó en el Salón de la Fama por sus méritos como mánager.
Mánagers:
- Sparky Anderson, 1979-1995.
- Ed Barrow**, 1903-1904.
- Ty Cobb**, 1921-1926.
- Mickey Cochrane**, 1934-1938.
- Bucky Harris, 1929-1933, 1955-1956.
- Hughie Jennings, 1912-1920.

** Ingresó en el Salón de la Fama por sus méritos como jugador.

### Números retirados

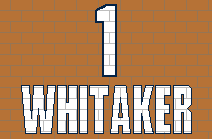
Lou Whitaker (2B). Retirado el 6 de agosto de 2022
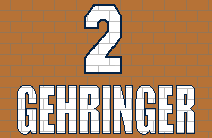
Charlie Gehringer (2B, E, GM). Retirado el 12 de junio de 1983
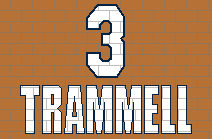
Alan Trammell (SS, E). Retirado el 26 de agosto de 2018
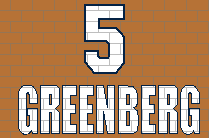
Hank Greenberg (1B). Retirado el 12 de junio de 1983
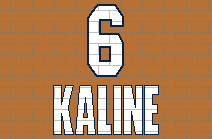
Al Kaline (RF). Retirado el 17 de agosto de 1980
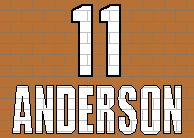
Sparky Anderson (E). Retirado el 26 de junio de 2011
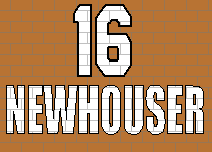
Hal Newhouser (P). Retirado el 27 de julio de 1997
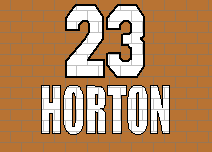
Willie Horton (LF, DH). Retirado el 15 de julio de 2000
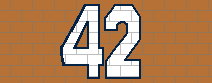
Jackie Robinson (2B). Retirado de toda la MLB el 15 de abril de 1997
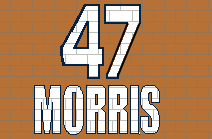
Jack Morris (P). Retirado el 12 de agosto de 2018
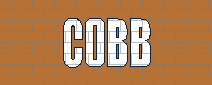
Ty Cobb (CF, E). Honorado en 2000
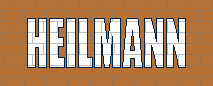
Harry Heilmann (RF, 1B). Honorado en 2000
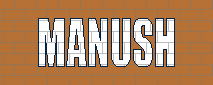
Heinie Manush (LF). Honorado en 2000
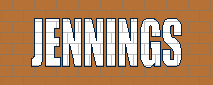
Hughie Jennings (E). Honorado en 2000
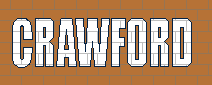
Sam Crawford (OF). Honorado en 2000
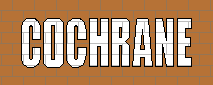
Mickey Cochrane (C). Honorado en 2000
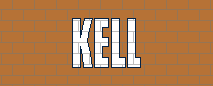
George Kell (3B). Honorado en 2000
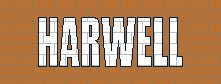
Ernie Harwell (Comentarista). Honorado en 2000

## Palmarés
- Serie Mundial (4): 1935, 1945, 1968, 1984.
  - Subcampeón Serie Mundial (7): 1907, 1908, 1909, 1934, 1940, 2006, 2012.

- Banderines de la Liga Americana (11): 1907, 1908, 1909, 1934, 1935, 1940, 1945, 1968, 1984, 2006, 2012.

- División Central AL (4): 2011, 2012, 2013, 2014.

- División Este AL (3): 1972, 1984, 1987.